# First Love (Film)
First Love ist ein US-amerikanischer Liebesfilm aus dem Jahr 1939, in dem Deanna Durbin von Robert Stack ihren ersten Filmkuss erhält. Die Regie führte Henry Koster. Mit dem Film schaffte Deanna Durbin den Sprung in das Fach der jungen Naiven. Der Film basiert in Grundzügen auf dem Märchen von Aschenputtel in der Fassung von Charles Perrault.

## Handlung
Connie Harding ist Vollwaise und hat gerade die Schule beendet. Jetzt ist sie gezwungen, im Haushalt ihres reichen Onkels James Clinton zu leben. Ihre Ankunft bei den Clintons geht jedoch völlig im Trubel unter, den die weiblichen Mitglieder bei der Vorbereitung für eine große Gesellschaft veranstalten. Connie freundet sich rasch mit den Dienstboten an, während ihre Verwandten sie entweder ignorieren oder schlecht behandeln. Als Connie einen Reitunfall hat, eilt ihr der junge, wohlhabende Ted Drake zur Hilfe. Vor lauter Glück fangen die beiden an zu singen. Doch dann stört Barbara, die versnobte Cousine von Connie, die Idylle, als sie eigene Ansprüche auf das Herz von Ted anmeldet. Innerhalb von kurzer Zeit beteiligen sich noch etliche andere junge Damen der Gesellschaft am Wettstreit um die Zuneigung von Prince Charming. 
Die Dinge kommen zur Entscheidung, als Ted einen Ball ankündigt, zu dem außer Connie, die nichts anzuziehen hat, die gesamte hiesige weibliche Bevölkerung strömt. Ehe Connie in Schwermut versinken kann, schenken ihr die Angestellten ein Designerkleid, das sie heimlich für Connie gekauft haben. Doch wieder gibt es Komplikationen. Barbara, die unter allen Umständen verhindern will, dass Connie auf dem Ball erscheint, behauptet, ein weitläufiger Verwandter würde just in dieser Nacht eintreffen. Also wird Connie abgeordnet, den Gast zu empfangen. Wieder helfen die freundlichen Domestiken und so schafft es Connie am Ende noch auf den Ball. 
Dort überrascht sie alle Gäste mit ihren Gesangseinlagen und auch Ted, der sich in Connie verliebt. Ehe es Mitternacht schlägt, hat Connie ihren ersten Kuss erhalten. Doch kurze Zeit später verlässt Connie den Ball, in der Hoffnung, vor den Clintons wieder daheim zu sein. In der Eile verliert sie einen ihrer Ballschuhe, der jedoch von Ted gefunden wird. Doch in der Zwischenzeit ist der Verwandte eingetroffen und fand das Haus leer und verlassen. Barbara und ihre Mutter, die vor Wut schäumen, lassen ihrer Rache freien Lauf. Alle Dienstboten werden fristlos entlassen und Connie geradewegs in ein Taxi gesetzt, um in ein Internat verfrachtet zu werden. Das geht jedoch dem Oberhaupt des Clinton-Clans zu weit. Er setzt den weiblichen Mitgliedern der Familie den Kopf zurecht. Connie trifft am Ende wieder auf Ted und beide werden glücklich.

## Hintergrund
Seit ihrem Erfolg in Three Smart Girls 1936 war Deanna Durbin zum größten Star der Universal Pictures aufgestiegen. Ihre Filme waren finanziell alle sehr erfolgreich, allerdings entwuchs Durbin allmählich den bisherigen Rollen des unschuldigen Mädchens. Das Studio plante den Wechsel hin zu Erwachsenenrollen allerdings seit 1938 über die einzelnen Filme mit viel Sorgfalt. First Love sollte der erste Film werden, in dem Durbin in ihrer Filmrolle ganz offiziell ein eigenes Liebesleben mit all den dazugehörigen Problemen zugestanden bekam. Der dazu notwendige Erste Kuss nahm in der Publicity, die den Film begleitete, breiten Raum ein. Produzent Joe Pasternak ließ unter reger Beteiligung der Klatschpresse hunderte junge Männer testen, um wirklich den perfekten Partner für das epochale Ereignis zu finden. Am Ende fiel die Wahl auf Robert Stack, der in First Love sein Leinwanddebüt gab. Einige kritische Stimmen meinten sogar, Durbins erster Kuss würde mehr Aufmerksamkeit in den Medien erhalten als die Kriegsereignisse in Europa.
Der Film hatte zunächst die Arbeitstitel Cinderella und After Schooldays, ehe die Wahl auf den naheliegenden Titel First Love fiel. Die Pläne, First Love als ersten Farbfilm des Studios zu produzieren, wurden allerdings aufgrund technischer Probleme verworfen.

## Auszeichnungen
Bei der Oscarverleihung 1940 erhielt der Film Nominierungen in den Kategorien:
- Beste Kamera (Schwarzweiß) – Joseph A. Valentine
- Beste Musik – Charles Previn
- Beste Ausstattung – Martin Obzina, Jack Otterson